# رأس تنورة
رأس تنورة (رحيمة سابقاً) هي مدينة تقع في شرق المملكة العربية السعودية، وهي عبارة عن شبه جزيرة تحيط بها مياه الخليج العربي من ثلاث جهات، وتبعد عن مدينة الدمام العاصمة الإدارية للمنطقة الشرقية 70 كم، وتقع على دائرة عرض 26.40 شمال خط الاستواء وعلى خط طول 50.10 شرق خط غرينتش.
تبرز أهمية رأس تنورة في أنها تحتضن في أراضيها أحد أكبر مصافي النفط في العالم ومينائين لشحن النفط ومعملا للغاز وآخرا لإنتاج الكبريت وكذلك أول وأكبر محطة كهرباء بخارية في الشرق الأوسط، كما تحتضن في أراضيها جزء من حقل القطيف وحقل أبو سعفة.

## التسمية
المدينة كانت تحمل اسما آخر هو رحيمة، وتعود تسميتها بذلك إلى أن موظفي شركة الزيت العربية الأمريكية (أرامكو) أقاموا منازلهم بجانب عين رحيمة. وكذلك إلى أن الأسماك كانت تعلق بالشعب المرجانية في المد والجزر فكان السكان يأتون لأخذها بكل يسر فسميت رحيمة لرأفتها بهم.

تتكون تسمية «رأس تنورة» من شقين: «الرأس» وهي كلمة دُرِجَ استخدامها في منطقة الخليج العربي لوصف أي لسان ترابي أو صخري يمتد وسط مياه الخليج مشكلا لساناً أو ذراعاً من اليابسة، ومن أمثلة ذلك رأس تنورة، ورأس الحد، ورأس أبوعلي، ورأس ركن؛ وشق: «تنورة» نسبةً إلى وجود دوامة بحرية (دريدة) أشبه ما تكون بالفرن (التنور). كان ذلك في موقع ما بالقرب من نهاية حافة الرأس الجنوبية؛ لذا كانت البحارة تتحاشى الاقتراب من هذه المنطقة أو التنور.حيث ذكر في مخطوطة «مجاري الهداية»:
(من رأس الجعيلية إلى رأس تنورة المجرى في مطلع الإكليل، إلى أن يصبح عمق البحر 11 – 12 قامة، وهنا غيِّر في المجرى إلى ما بين مطلع العقرب والحمارين، وستشاهد رأس تنورة، وهو بندر يحميك من جميع العواصف، واستعمل فيه مرساة غربية؛ لأن البندر قاعه رملي. أما في رأس الماشية وهو صخري مغطى بالرمل فالتيار فيه قوي جدا، فاحذر الاقتراب من رأس تنورة وأنت في مجراك).

## تاريخ المدينة
كانت رأس تنورة مسكونة منذ القدم وقد عمل أهلها في جمع اللؤلؤ وصيد الأسماك قبل ظهور النفط في أراضيها.
ذكرت راس تنورة باسمها هذا في كتاب ((تاريخ الكويت)) الصادر عام 1978 للمؤرخ عبد العزيز الرشيد مع العلم أن الكاتب انتهى من كتابة هذا الكتاب عام 1926 م
يقول الكاتب: ((جهز الشيخ عبد الله الثاني الصباح إسطوله البحري والبري لمساعدة العثمانيين في احتلال القطيف والأحساء حيث التقى الجيش العثماني والكويتي في رأس تنورة وانطلقو باتجاه القطيف ثم الأحساء وذلك في عام 1871 للميلاد وقدّر عدد السفن الكويتية ب 400 سفينة.
وذكرت أيضا في كتب المؤرخين لسنة الطبعة التي حدثت عام 1923 للميلاد يروي أحد الناجين من هذا الإعصار المدمر بقوله: أنه بعد منتصف الليل تغير علينا الجو فجاة وهبت عاصفة شديدة يصاحبها مطر غزير، فتلاطمت الأمواج وهرع كل واحد منا يغطي راسه أو يختبئ في ظهر السفينة، وما هي إلا لحظات حتى تبدد كل شي وطار كل غطاء وتدافعت كل السفن على بعضها وتعالت الأصوات وصياح خلق الله يرددون عبارة «يا سلام سلّم» وعندما غطى الماء السفينة اقتلعت لوحاً وسقطت به في البحر وتمكنت من القبض عليه بشدة وأشعر أنني بين الأمواج الهائلة مرة أعلوا ومرة يعلوني، ولكن الله كتب لي النجاة، فعند الفجر شاهدت البر وكأنني مولود هذه اللحظة، وحمدت الله وصليت الصبح، وإذا أنا على ساحل رأس تنورة .

## معالم المدينة

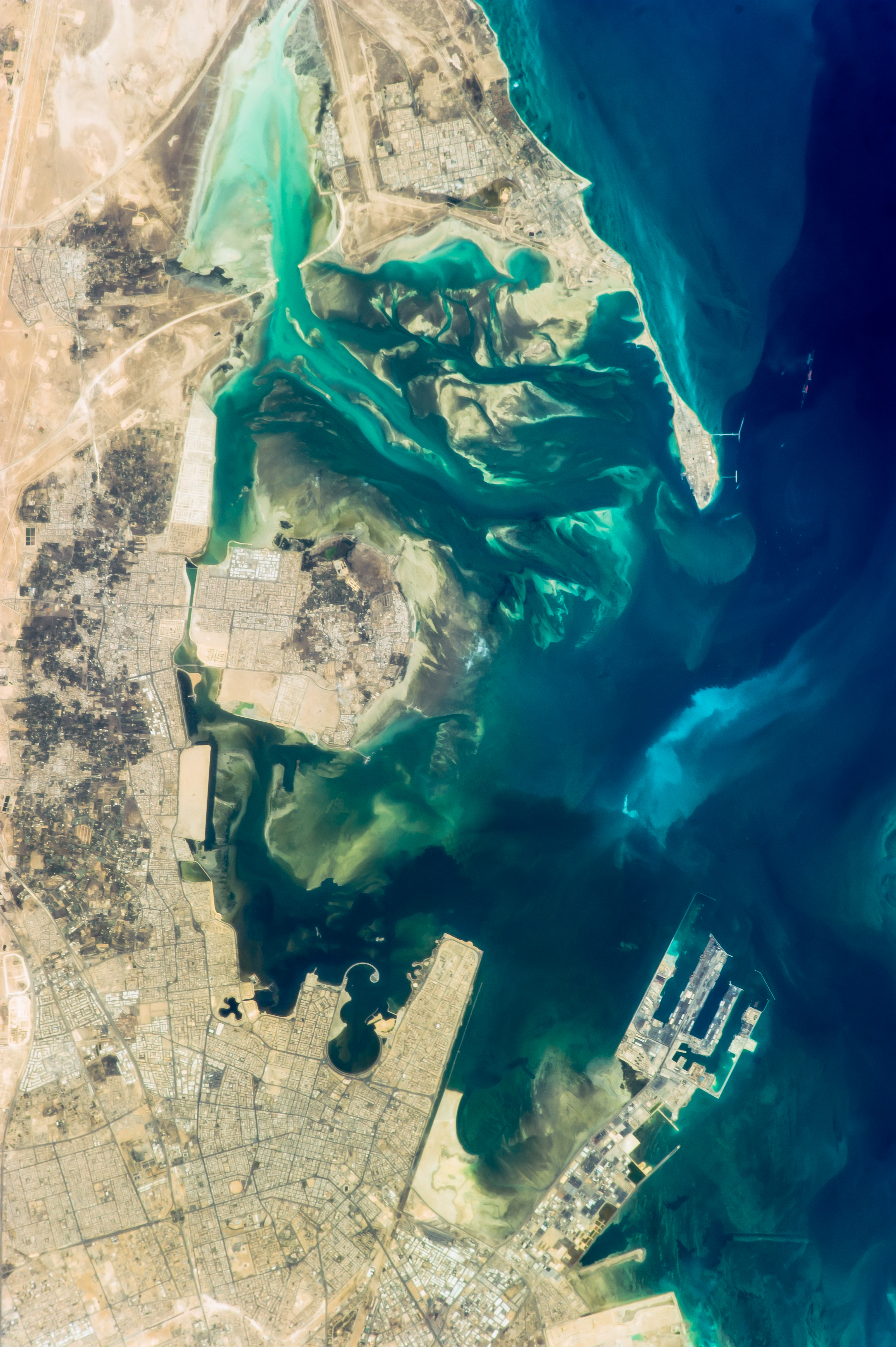
خليج تاروت، السعودية – منظر جوي من محطة الفضاء الدولية بعدسة كريس هادفيلد، يُظهر الدمام، سيهات، القطيف، تاروت، ورأس تنورة

### الواجهة البحرية
لعل ما يميز محافظة رأس تنورة عن غيرها شاطئها الرملي الذي يمتد لقرابة خمسة كيلومترات بشرق المحافظة وبموقعه الجميل الخالي من الأحياء السكنية ونظافة شاطئها وامتزاج لون البحر بشاطئه الرملي والمسطحات الخضراء كل هذا جعل الشاطئ مميزا من بين جميع شواطئ المنطقة الشرقية. والشاطئ معروف باسم: شاطئ النجمة بحي النجمة.

### مصفاة رأس تنورة
تعتبر أكبر المصافي بالمملكة العربية السعودية وأولها حيث أنشئت عام 1949 م، وقد تدرجت سعتها وقدرتها التكريرية إلى أن وصلت إلى 525 ألف برميل باليوم الواحد لتصبح أكبر مصفاة بالشرق الأوسط.

### محطة كهرباء غزلان البخارية
تعتبر المحطة والتي تقع بشمال المحافظة بنحو 26 كم من أكبر المحطات الكهربائية كما تعتبر أول وأكبر محطة بخارية بالشرق الأوسط إذ تزود مصانع رأس تنورة والجبيل الصناعية والدمام والخبر والظهران والقطيف بالطاقة الكهربائية اللازمة.

### ميناء رأس تنورة النفطي
يعتبر أكبر ميناء لشحن النفط في العالم ويقع بنهاية الرأس.

### معمل تجزئة الغاز في الجعيمة
يعتبر من أكبر معامل تجزئة الغاز الطبيعي في العالم وتشحن أغلب منتجاته إلى الجبيل الصناعية دعماً للصناعات البتروكيماوية.

### نادي رأس تنورة
تأسس عام 1396 هـ / 1976 م وقد نشأ منه العديد من النجوم ومنهم العداء العالمي والأشهر في تاريخ المحافظة عويضه بن علي بالحارث وقد مثل أندية، (الهلال. الصفا. الخليج). فيصل البيشي (القادسية) جابر مجرشي (النهضة) جاسم يعقوب (الرياض) إبراهيم غالب (النصر) يحيى عتين (الأهلي) خالد حامضي (الأتفاق) محمد خاتم (الأتحاد) قائد المنتخب السعودي للبراعم نواف بالحارث إضافة إلى زملائه إبراهيم حسن وعلي عادل وعلي عبده أيضاً في الملاكمة ابطال المملكة والكارتية في الدرجة الممتازة.

## المعالم والآثار

### الميناء العثماني
الميناء العثماني هو مبنى أسس في رأس تنورة على الميناء، قبل إزالته أخيرًا. كان واقعاً في منتصف الساحل الغربي للرأس الترابي المسمى برأس تنورة. تتجه واجهة المبنى صوب جزيرة تاروت. وقد تردد ذكر هذا المبنى في العديد من الوثائق العثمانية والانجليزية، ومن ذلك وصف المستشرق الإنجليزي ج. ج. لوريمر له بالنص التالي: «رأس تنورة، كان يوجد بها مرفأ كانت تستعمله الحكومة التركية عند زيارة قواربها للقطيف، وقد احتفظ الأتراك بمحطة للوقود قريبا من المرفأ» كما ذكر أن الوالي أحمد مدحت باشا واجه صعاباً أثناء نقل الجنود من الكويت إلى القطيف، ومنها: انتشار مرض الكوليرا والملاريا في القطيف وقت وصول الحملة العثمانية؛ مما أعاق إمكانية دخول الجيش للبلدة، ما جعل أحمد مدحت باشا يخطط لإنشاء بلدة جديد للقطيف تكون بجوار بلدة القطيف القديمة صعوبة وصول السفن الحربية العثمانية الكبيرة إلى موانئ القطيف بسبب ضحالة المياه، مما اضطر الوالي إلى إبقاء السفينة الحربية الكبيرة «بابل» بالقرب من سواحل رأس تنورة والاقتراب من موانئ القطيف بالسفن الصغيرة.

يتكون الميناء العثماني من مبنى مستطيل الشكل عرضه قرابة 4 أمتار تقريباً، وطوله قرابة 20 متراً وهو مكون من طابقين. الضلع الطويل للمبنى يفتح ناحية الشرق مستقبلاً جزيرة تاروت وساحل القطيف، ويقع في منتصف الضلع الطويل مدخل مربع الشكل عرضه 3 أمتار، وهو «ليوان» يقع في الطابق الأرضي ويمثل المدخل. بالإضافة إلى غرفة في الطابق الثاني. يتصل المبنى من الجهة الجنوبية له بمبنى آخر كبير مستطيل. ويصل عرضه إلى 15 متراً، وطوله قرابة 35 متراً تقريباً، مكون من طابق واحد فقط. وجاء في الوثائق العثمانية المحررة عام 1288هـ بالنص التالي:
(وكان أحمد مدحت باشا يعتقد أن أهم ما يجب عمله هو الاهتمام بموانئ المنطقة والبدء بإنشاء مستودع للفحم الحجري، ومستودع للعتاد والمهمات العسكرية، ومساكن للجنود في ميناء رأس تنورة التي يرى أهميتها الإستراتيجية، وأنه تنقصها توفر الماء العذب، مما جعل الخيار المتاح للعثمانيين هو سحب الماء من عين رحيمة التي تبعد مسافة ثلاث ساعات أو تحلية الماء بواسطة آلة تستورد لهذه الغاية).
بُوشر في العمل على بناء المشروع قرابة عام 1288هـ والانتهاء منه في منتصف أو نهاية العام 1289هـ. كان مبنى الميناء يحتوي على بلكونات، أو شُرف خارجية تطل على الساحة الأمامية للميناء تحتوي على موانع مصنوعة من الحديد المشغول. مع وجود شعار الدولة العثمانية المتمثل بالنجمة والهلال أعلى مدخل مبنى الميناء، بالإضافة إلى المستودع الكبير. وقسم مبنى ميناء رأس تنورة إلى الأجزاء التالية:
1. مستودع للفحم الحجري.
2. مستودع للعتاد.
3. مركز لإدارة المهمات العسكرية.
4. مساكن للجنود.
5. آلة تحلية الماء.
6. موقع رفع العلم العثماني أعلى مدخل الميناء.

## النشاط السكاني
يعمل أغلب السكان بشركة ارامكو السعودية والشركة السعودية الموحدة للكهرباء وشركة سابك ويعمل البعض في التعليم وهي مسقط راس الأديب السعودي صالح محسن فهد القعود مولف 3 كتب في التاريخ والحياة الاجتماعية لبعض مدن المنطقة الشرقية، ويعمل البعض أيضٌا في الجيش والزراعة وصيد الأسماك والتجارة والصناعة والورش وعدد منهم في أعمال حرة كالعقارات والأعمال والشركات.

## أهم الأحياء
- حي النعيم
- حي الروضة.
- حي رضوى.
- حي نجمه.
- حي قرطبة.
- حي الدانة.
- حي المنتزه.
- حي الزهور.
- حي الفيحاء.
- حي الأندلس.
- حي البستان.
- حي دفاع.

## الخدمات الصحية
يوجد بمحافظة رأس تنورة مستشفى عام بسعة 50 سرير، ومركزين صحيين للرعاية الصحية الأولية أحدهما في وسط المحافظة بحي الفيحاء والآخر بشمال المحافظة بحي قرطبة، ومحجر صحي، ومركز صحي لشركة ارامكو السعودية، ومركز للهلال الأحمر السعودي. ويوجد مستوصف التعافي الاهلي بحي الأندلس، ومستوصف رحيمه الاهلي، ومستوصف شفاء راس تنورة.

## التعليم
تعتبر مدرسة العلاء بن الحضرمي أول مدرسة للبنين أنشئت بالمحافظة ثم تتالت إنشاء المدارس، منها:
- مدرسة العلاء بن الحضرمي الابتدائية بحي الدانة.
- مدرسة حمزة بن عبد المطلب الابتدائية بحي الأندلس.
- مدرسة ابن القيم الابتدائية بحي الفيحاء.
- مدرسة تحفيظ القرآن الكريم الابتدائية بحي الدانة.
- مدرسة أبودجانة الابتدائية بحي الزهور.
- مدرسة عمر بن عبد العزيز الابتدائية بحي الأندلس.
- مدرسة عبد الله بن سهل الابتدائية بحي النعيم
- مدرسة القمة الاهلية.
- مدرسة تحفيظ القرآن الكريم المتوسطة بحي الدانة.
- مدرسة الإمام مالك المتوسطة بحي الأندلس.
- مدرسة رحيمه المتوسطة بحي الدانة.
- مدرسة حسان بن النعمان المتوسطة بحي قرطبة.
- مدرسة تحفيظ القرآن الثانوية بحي الدانة.
- مدرسة رحيمه الثانوية بحي الروضة.
- مدرسة رأس تنورة الثانوية الفيحاء

أما تعليم البنات فهو أوفر حظاً من تعليم البنين، إذ يوجد مندوبية للتربية والتعليم ومكتب للإشراف التربوي،
كما أنه أكثر نشاطاً من تعليم البنين في المحافظة ويتبع المندوبية المدارس التالية:
- الروضة الحكومية الأولى بحي الروضة.
- المدرسة الابتدائية الأولى بحي الدانة.
- المدرسة الابتدائية الثانية بحي الزهور.
- المدرسة الابتدائية الثالثة بحي الروضة.
- المدرسة الابتدائية الرابعة بحي الروضة.
- المدرسة الابتدائية الخامسة بحي الفيحاء.
- المدرسة الابتدائية السادسة بحي قرطبه.
- المدرسة الابتدائية الأولى لتحفيظ القرآن الكريم بحي الروضة.
- المدرسة المتوسطة الأولى لتحفيظ القرآن الكريم بحي الروضة.
- المدرسة المتوسطة الأولى بحي الدانة.
- المدرسة المتوسطة الثانية بحي الروضة.
- المدرسة المتوسطة الثالثة بحي قرطبه
- المدرسة الثانوية الأولى لتحفيظ القرآن الكريم بحي الروضة.
- المدرسة الثانوية الأولى بحي الدانة
- المدرسة الثانوية الثانية بحي قرطبه

## التضاريس والمناخ
تعتبر المحافظة منطقة ساحلية إذ لا يزيد ارتفاعها عن سطح البحر عن 20 م، مع وجود كثبان رمليه مرتفعة.
المناخ
- صيفاً: في الصيف حار مع رطوبة عالية إلا أنها أخف من مدينة الدمام ومحافظة الجبيل والقطيف والخبر والظهران.
- شتاءً: في الشتاء فأنها باردة نوعا ما مع تساقط الأمطار عليها بإذن الله وتكاد تكون أبرد من الدمام، ويكثر بها الضباب.

وتهب على المنطقة خلال شهري مايو ويونيو تقريباً رياح موسمية حارة يطلق عليها أهل المنطقة اسم «البوارح».
اما الرياح الجنوبية التي تهب على المنطقة فتسمى «الكوس» وهي رياح دافئة تحمل نسبة كبيرة من الرطوبة. وتهب رياح السموم القادمة من الربع الخالي والناتجة عن صراع الكتل الهوائية المدارية والكتل الهوائية الشمالية.

## عيون المياه
تكثر عيون المياه بالمحافظة ومن أبرز العيون:
- عين رحيمه، وهي بحديقة مدرسة العلاء بن الحضرمي الابتدائية.
- عين إسعيده.
- عين شعاب.
- عين الخشكاري.
- عين الربرب.

## معرض صور

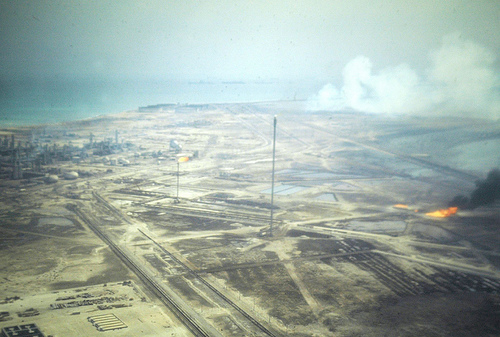
رأس تنورة جوًا، 1979م.
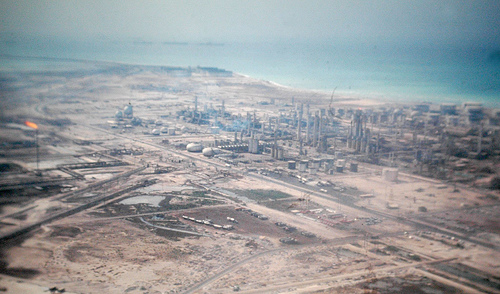
رأس تنورة جوًا، 1979م.
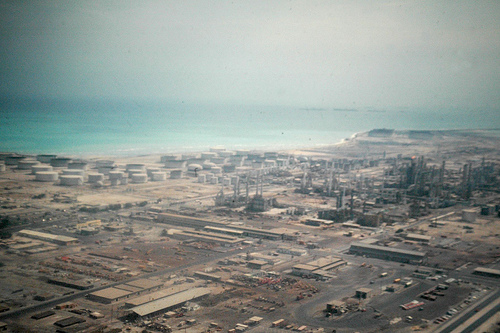
رأس تنورة جوًا، 1979م.
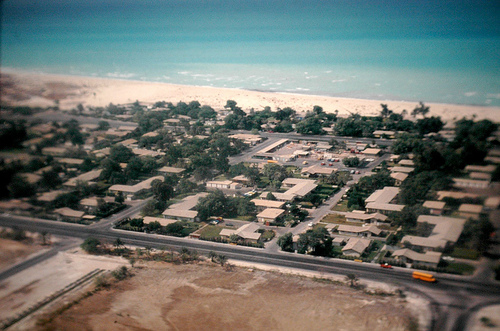
رأس تنورة جوًا، 1979م.
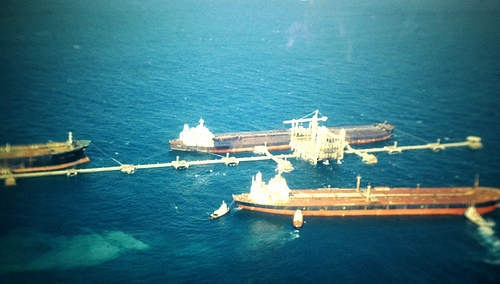
رأس تنورة جوًا، 1979م.
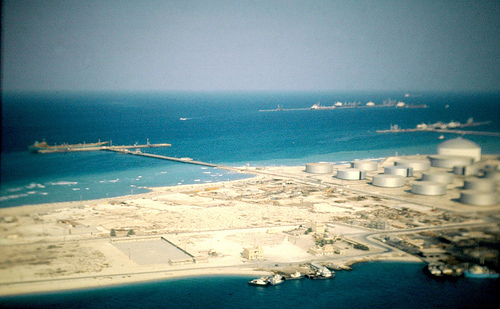
رأس تنورة جوًا، 1979م.
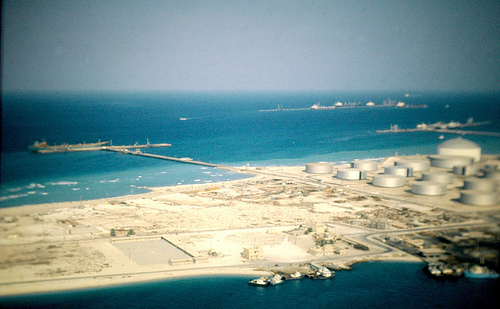
رأس تنورة جوًا، 1979م.
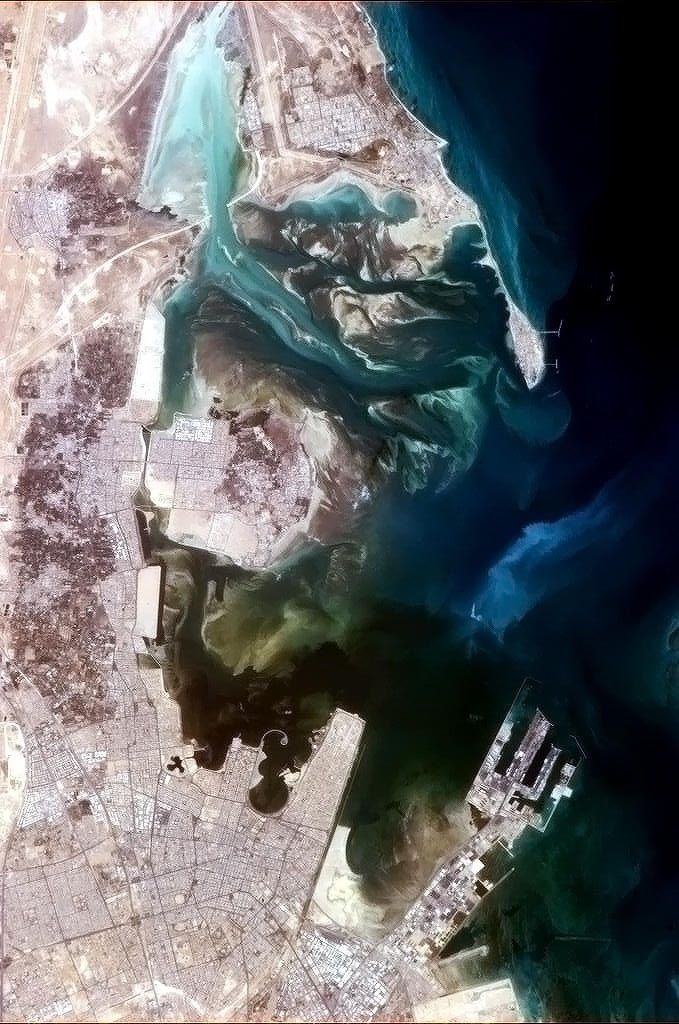
صورة بالأقمار الصناعية، تظهر رأس تنورة في الجزء العلوي
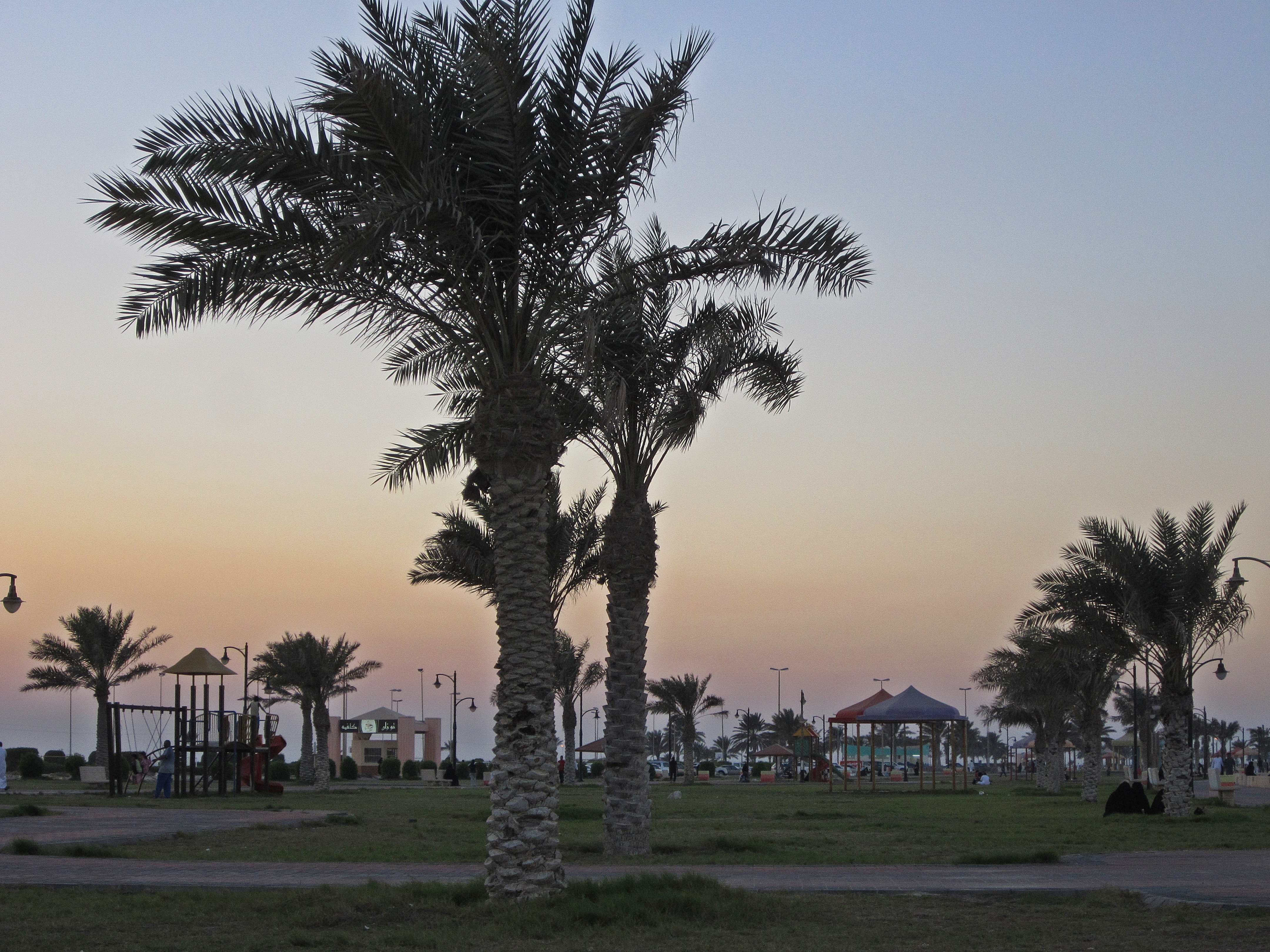
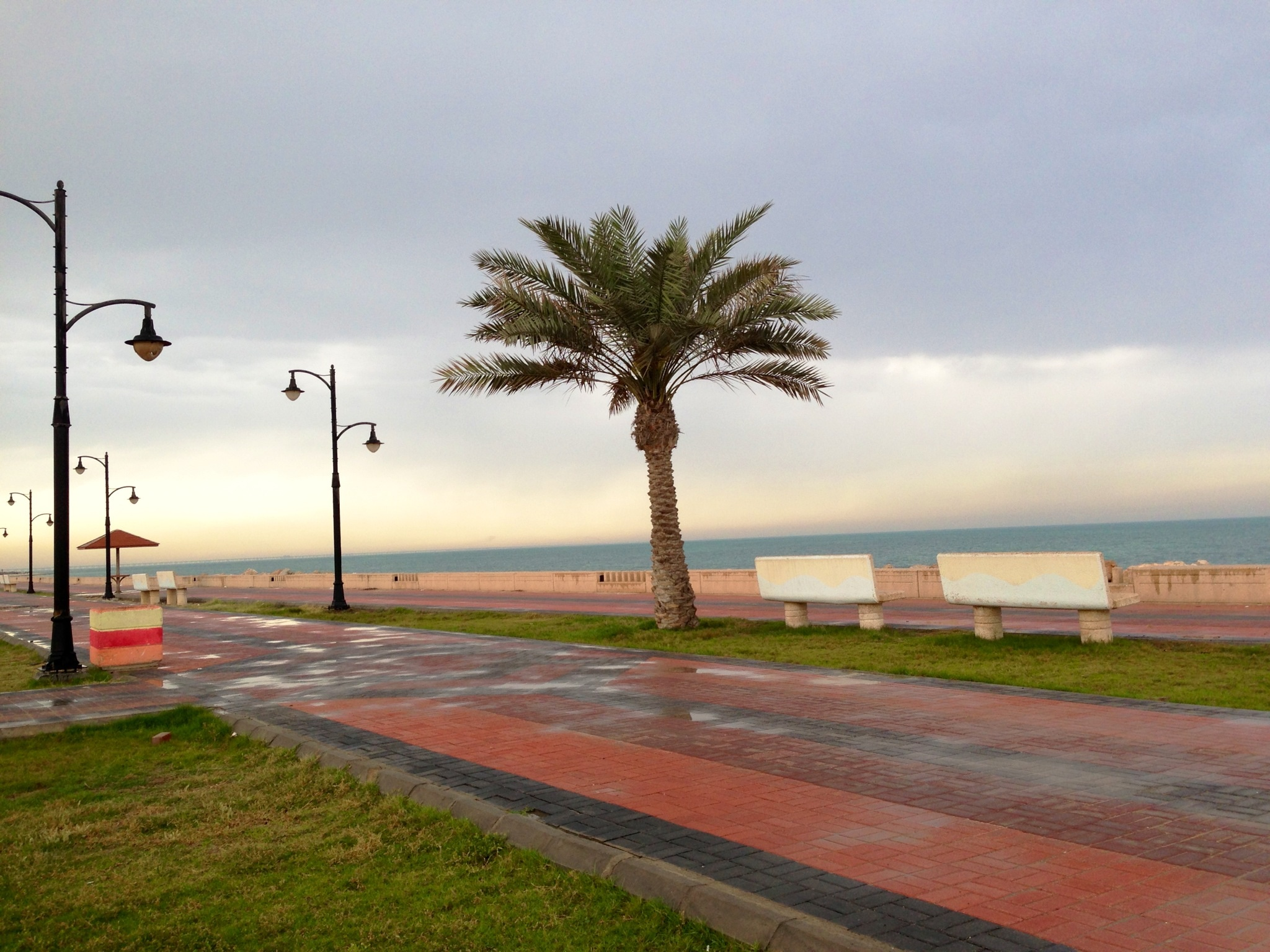
شعار نادي رأس تنورة
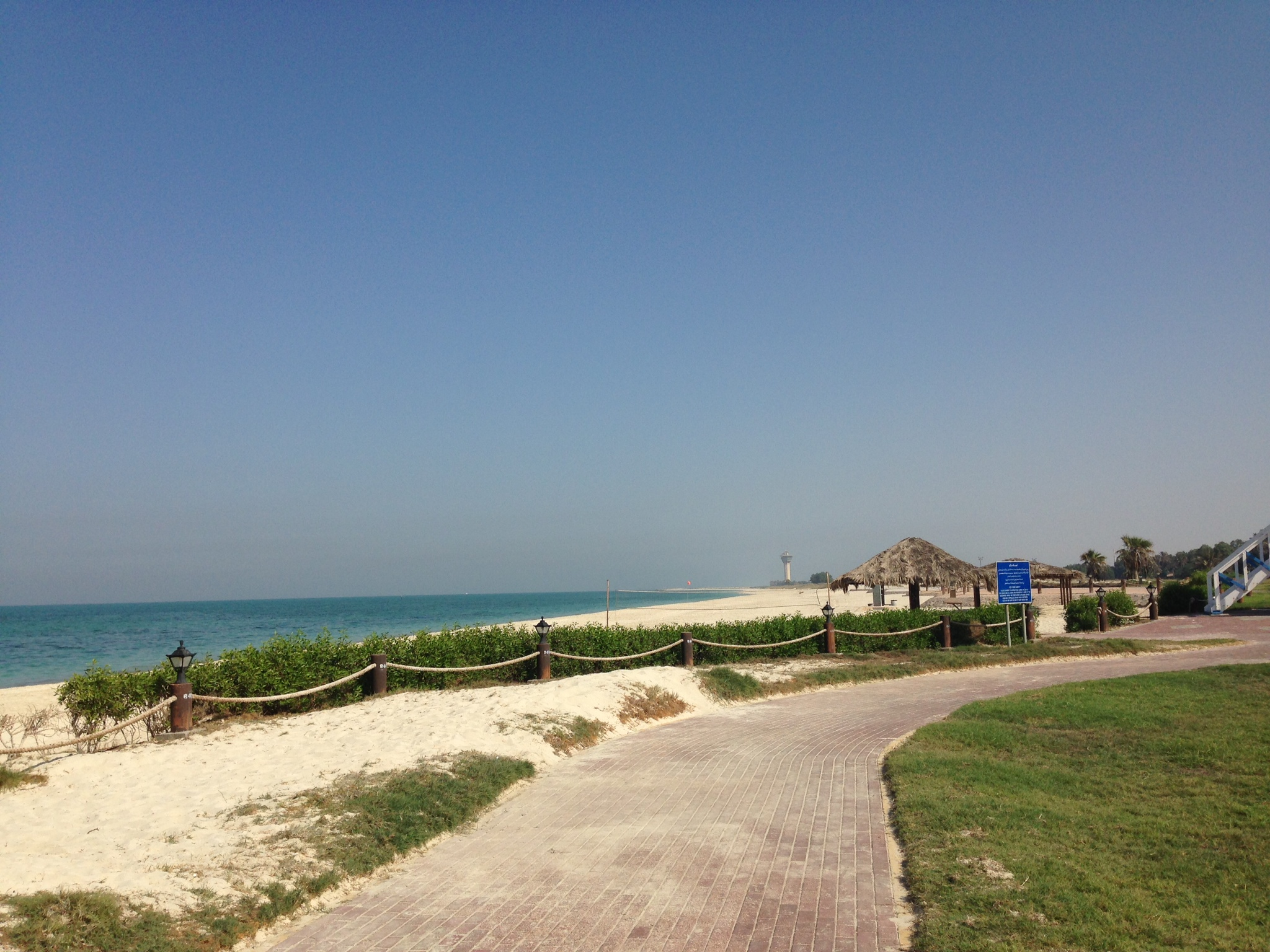
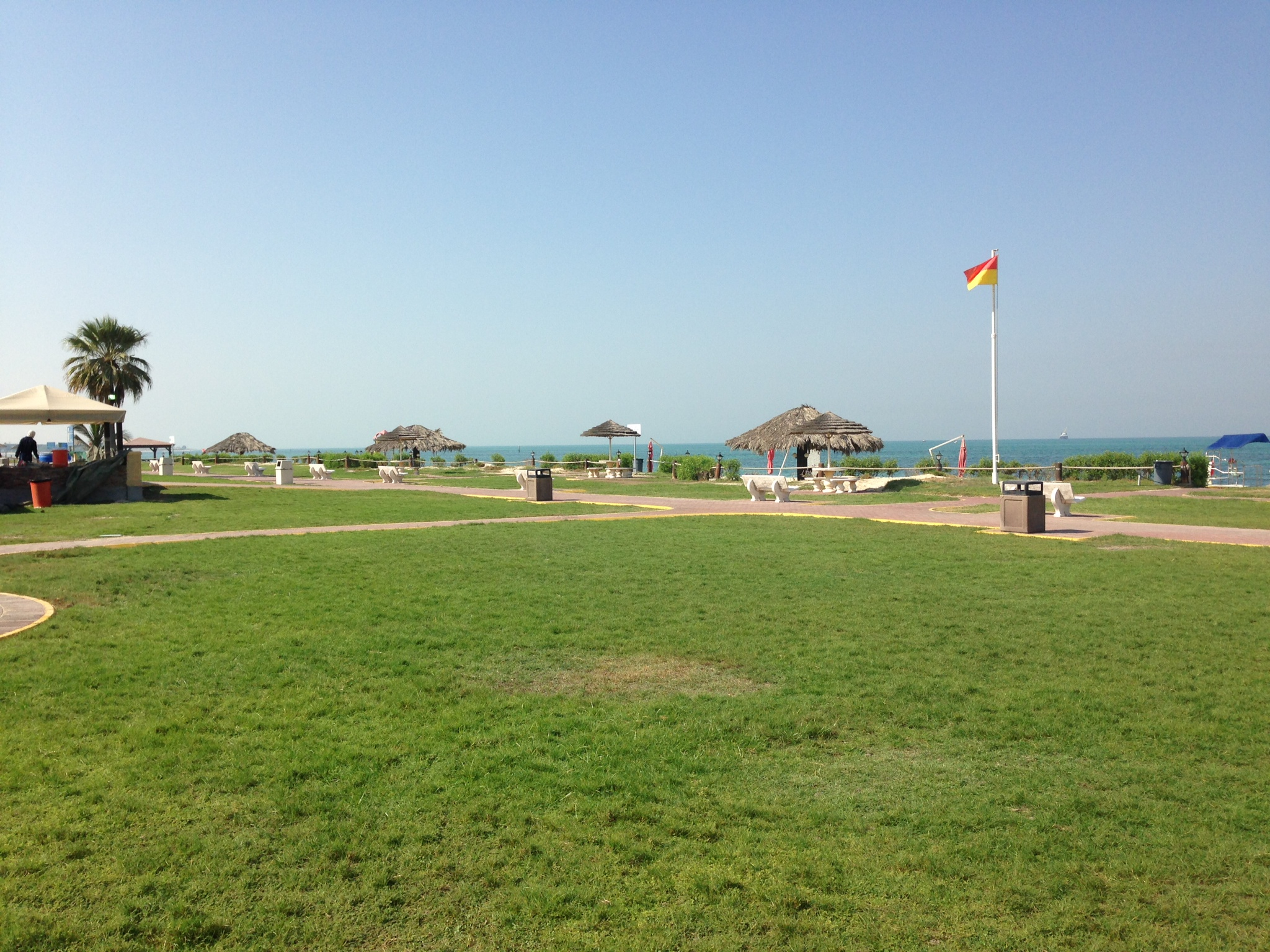
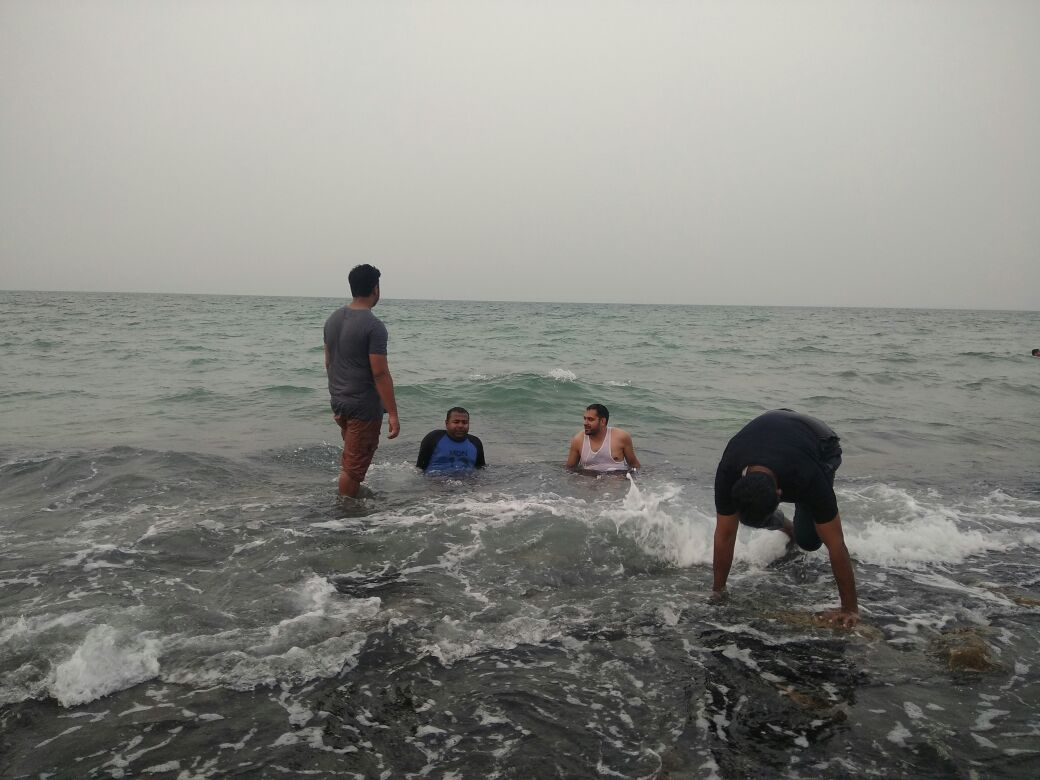

## وصلات خارجية
- موقع منتديات رحيمه
- موقع بلدية راس تنورة
- كتاب رأس تنورة